# Cristin Miliotiová
Cristin Miliotiová (nepřechýleně Milioti; * 16. srpna 1985, Cherry Hill, New Jersey, Spojené státy americké) je americká herečka a zpěvačka, známá pro svoje divadelní role na Broadwayi. V letech 2013–2014 ztvárnila roli matky v populárním seriálu Jak jsem poznal vaši matku. V roce 2013 si zahrála ve filmu Vlk z Wall Street a v roce 2015 se připojila k druhé řadě seriálu Fargo. Získala cenu Grammy v kategorii nejlepší muzikální album za Once a nominaci na cenu Tony.

## Životopis
Narodila se v Cherry Hill v New Jersey. Navštěvovala střední školu Cherry Hill High School East, kde absolvovala v roce 2003. Brala lekce herectví na New York University a zde předvedla pozoruhodný výkon ve hře A History of Tears. Začala získávat role v reklamách, například pro společnost Ford Edge. Také měla menší roli v seriálu Studio 30 Rock a ve filmu Pozdravy z pobřeží. Byla součástí původního broadwayského obsazení muzikálu Once, který je adaptací stejnojmenného filmu. Miliotiová byla a svou roli nominována na cenu Tony v kategorii nejlepší herečka v hlavní roli. Za muzikálové album získala cenu Grammy.
V roce 2013 až 2014 byla obsazena do seriálu Jak jsem poznal vaši matku jako postava matky (uvedena jako „Dívka se žlutým deštníkem“) a poprvé se objevila v posledním dílu osmé řady s názvem „Something New“. Od deváté řady již patřila mezi hlavní postavy.
Ve filmu Vlk z Wall Street ztvárnila první ženu Jordana Belforta, Teresu Petrillo. Film byl uveden v kinech na konci roku 2013.

## Filmografie

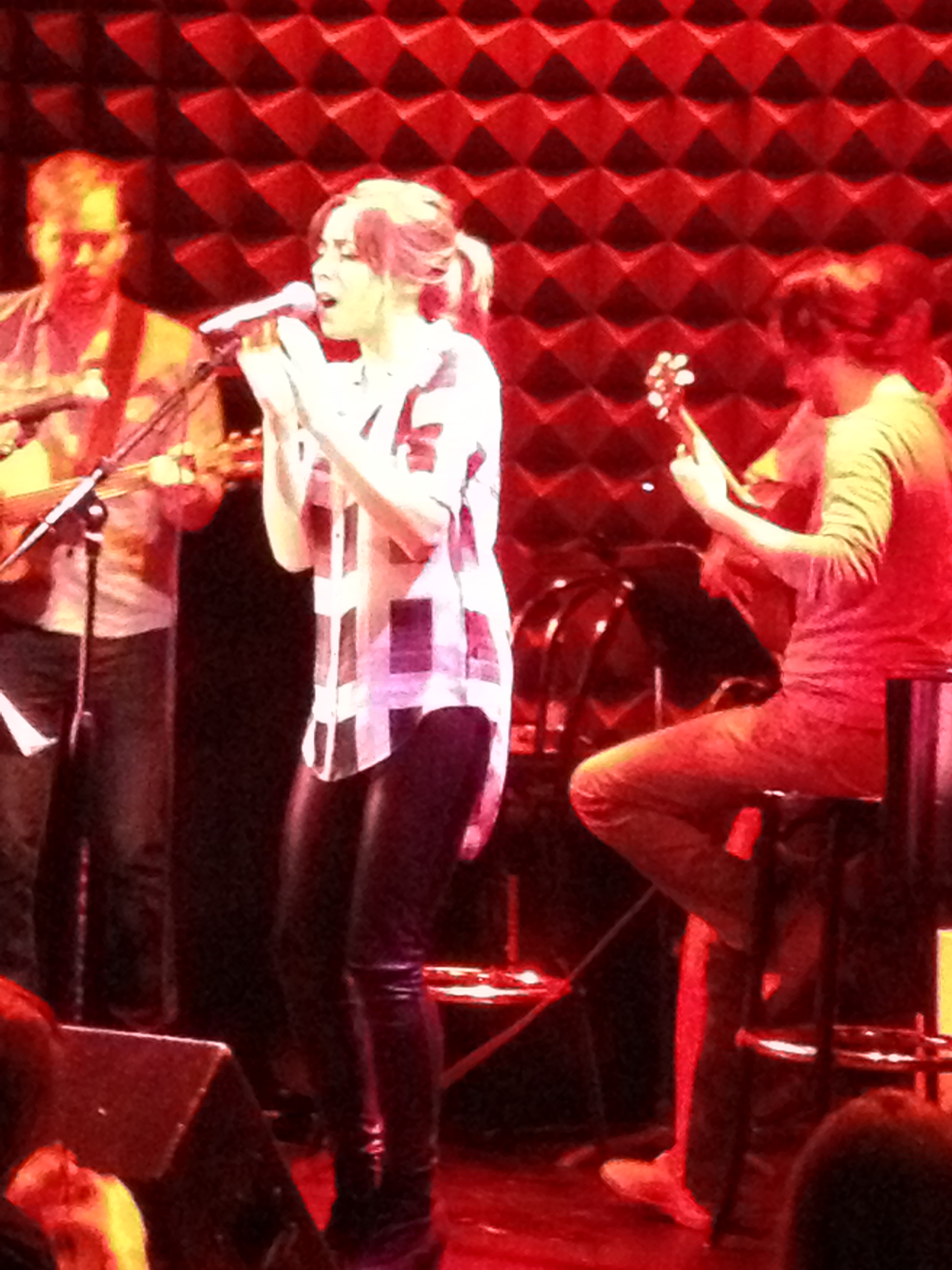
Miliotiová v Joe's Pub v New Yorku v roce 2013

### Film
| Rok  | Název                                | Role                    | Poznámky    |
| ---- | ------------------------------------ | ----------------------- | ----------- |
| 2007 | Pozdravy z pobřeží                   | Didi                    |             |
| 2009 | Year of the Carnivore                | Sammy Smalls            |             |
| 2011 | Ashley                               | Cristin                 | krátký film |
| 2012 | Sleepwalk with Me                    | Janet Pandamiglio       |             |
| 2012 | I Am Ben                             | novinářka               |             |
| 2012 | Mosazná konvice                      | Brandi                  |             |
| 2013 | Bert and Arnie's Guide to Friendship | Faye                    |             |
| 2013 | Vlk z Wall Street                    | Teresa Petrillo Belfort |             |
| 2014 | The Occupants                        | Lucy                    |             |
| 2015 | It Had to Be You                     | Sonia                   |             |
| 2017 | Breakable You                        | Maud Weller             |             |
| 2020 | Palm Springs                         | Sarah                   |             |

### Televize
| Rok       | Název                         | Role                  | Poznámky |
| --------- | ----------------------------- | --------------------- | --- |
| 2006      | 3 libry                       | Megan Rafferty        | díl: „Bad Boys“ |
| 2006–2007 | Rodina Sopránů                | Catherine Sacrimoni   | 3 díly |
| 2009      | Zvláštní poldové              | kreslířka             | 2 díly |
| 2010      | Dobrá manželka                | Onya Eggertson        | díl: „Opět u kormidla“ |
| 2011      | Studio 30 Rock                | Abby Flynn            | díl: „TGS Hates Women“ |
| 2011      | Sestřička Jackie              | Monica                | díl: „Hluchý, slepý, nádor a test moči“ |
| 2013–2014 | Jak jsem poznal vaši matku    | Tracy McConnell/Matka | 14 dílů |
| 2014–2015 | Od A do Z                     | Zelda Vasco           | 13 dílů |
| 2015      | Griffinovi                    | Becca (hlas)          | díl: „Roasted Guy“ |
| 2015      | Fargo                         | Betsy Solverson       | 9 dílů nominace – Critics' Choice Television Awards v kategorii nejlepší ženský herecký výkon ve vedlejší roli v TV filmu nebo limitovaném seriálu |
| 2015–2016 | The Mindy Project             | Whitney               | 5 dílů |
| 2016–2018 | The Venture Bros.             | Sirena / Kate (hlas)  | 8 dílů |
| 2017      | Černé zrcadlo                 | Nanette Cole          | díl: „USS Callister“ nominace – MTV Movie & TV Awards v kategorii nejstrašidelnější herecký výkon                                                  |
| 2018      | No Activity                   | Frankie               | 8 dílů |
| 2019      | Modern Love                   | Maggie Mitchell       | 2 díly |
| 2020      | Mythic Quest: Raven's Banquet | Bean                  | díl: „A Dark Quiet Death“ |
| 2020      | Made for Love                 | Hazel Green           | |

## Divadlo
- The Lieutenant of Inishmore (Lyceum Theatre, rok 2006)
- Coram Boy (Imperial Theatre, rok 2007) – Alice Ashbrook
- The Devil's Disciple (revival od Irish Repertory Theatre, rok 2007))
- Crooked (2008) – Laney
- Some Americans Abroad (2008) – Katie Taylor
- The Heart is a Lonely Hunter (New York Theatre Workshop, rok 2009) – Mick Kelly
- Stunning (Lincoln Center Theater, rok 2009) – Lily
- That Face (Manhattan Theatre Club, rok 2010) – Mia
- The Little Foxes (New York Theatre Workshop, rok 2010) – Alexandra
- Once (New York Theatre Workshop, New York Theatre Workshop, Bernard B. Jacobs Theatre, roky 2011–13) – Dívka
- Lazarus (New York Theatre Workshop, roky 2015–16) – Elly
- After The Blas (Lincoln Center Theatre, 2017) – Anna